# Stará Voda (Světlá Hora)
Stará Voda (německy Alt Wasser, polsky Stara Woda) je vesnice, část obce Světlá Hora v okrese Bruntál. Nachází se asi 1 km na severozápad od Světlé.
Stará Voda leží v katastrálním území Stará Voda v Jeseníkách o rozloze 3,6 km2.

## Vývoj počtu obyvatel
Počet obyvatel Staré Vody podle sčítání nebo jiných úředních záznamů:
| Rok            | 1869 | 1880 | 1890 | 1900 | 1910 | 1921 | 1930 | 1950 | 1961 | 1970 | 1980 | 1991 | 2001 |
| -------------- | ---- | ---- | ---- | ---- | ---- | ---- | ---- | ---- | ---- | ---- | ---- | ---- | ---- |
| Počet obyvatel | 416  | 390  | 415  | 389  | 342  | 297  | 284  | 113  | 86   | 96   | 51   | 44   | 42   |
| poznámka       | 1.   | 1.   | 1.   | 1.   | 1.   | 1.   | 1.   | 1.   | 1.   | 1.   | 1.   | 1.   | 1.   |

Ve Staré Vodě je evidováno 61 adres : 45 čísel popisných (trvalé objekty) a 16 čísel evidenčních (dočasné či rekreační objekty). Při sčítání lidu roku 2001 zde bylo napočteno 30 domů, z toho 17 trvale obydlených.

## Galerie

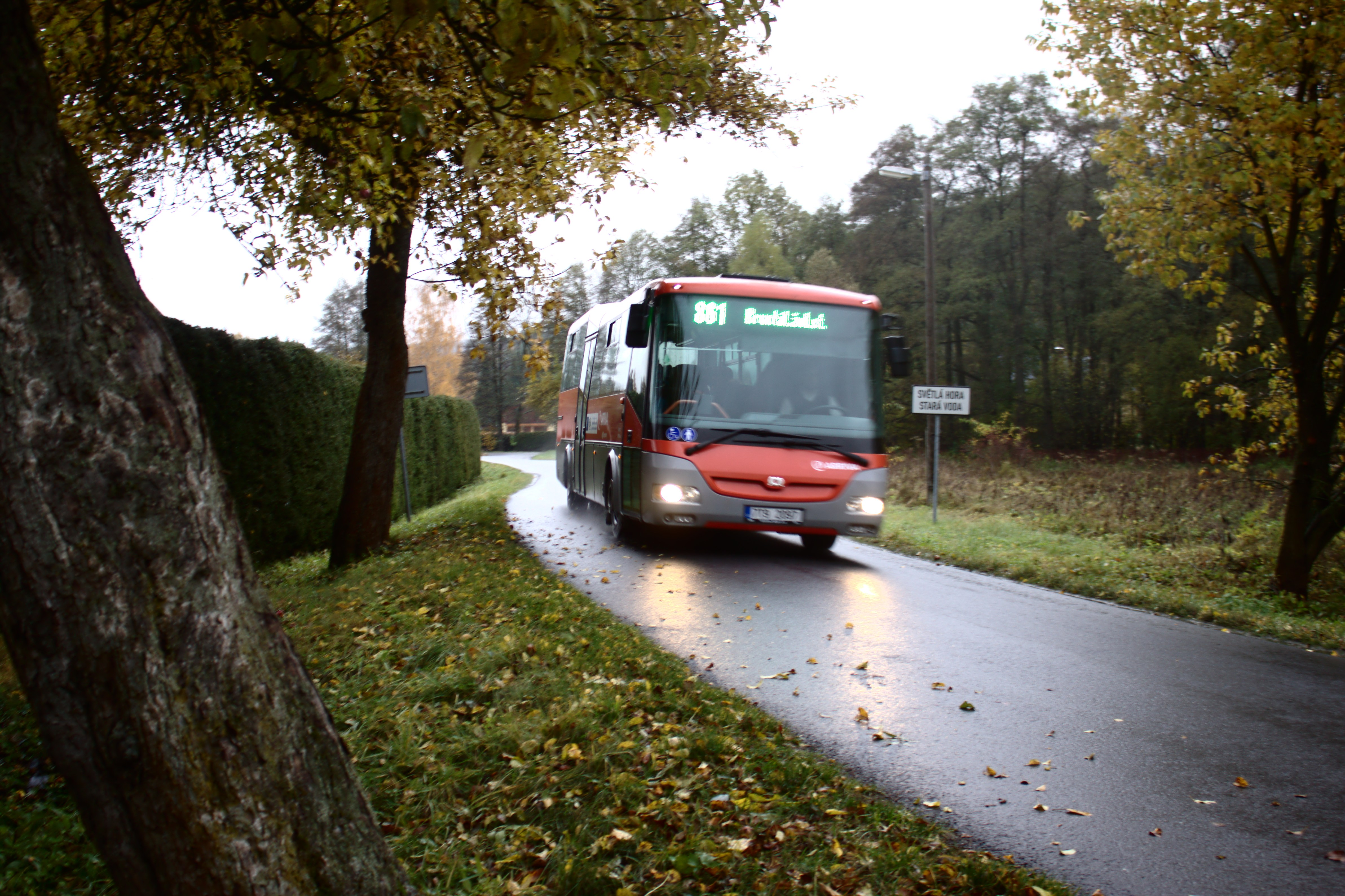
Autobus
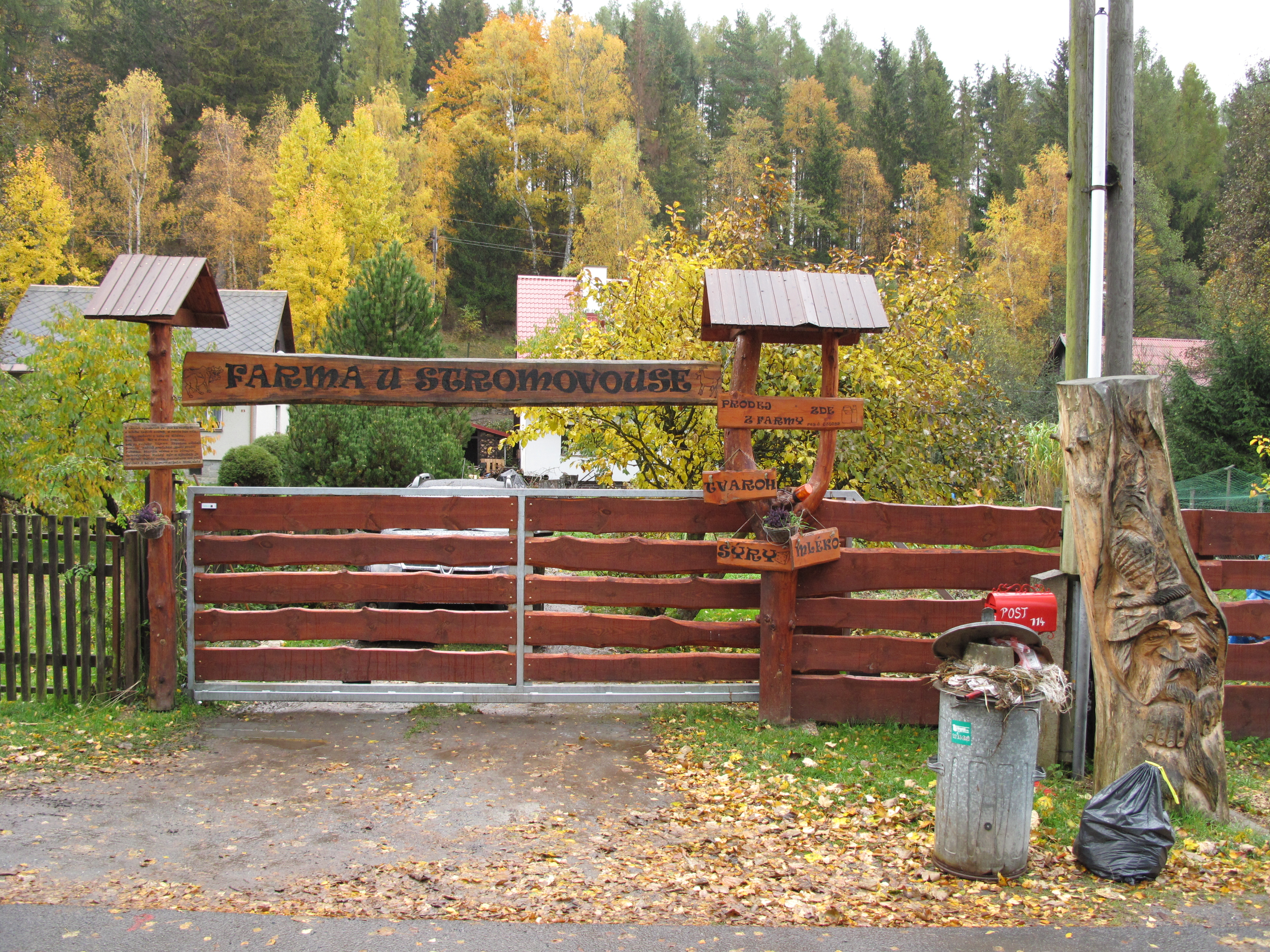
Farma
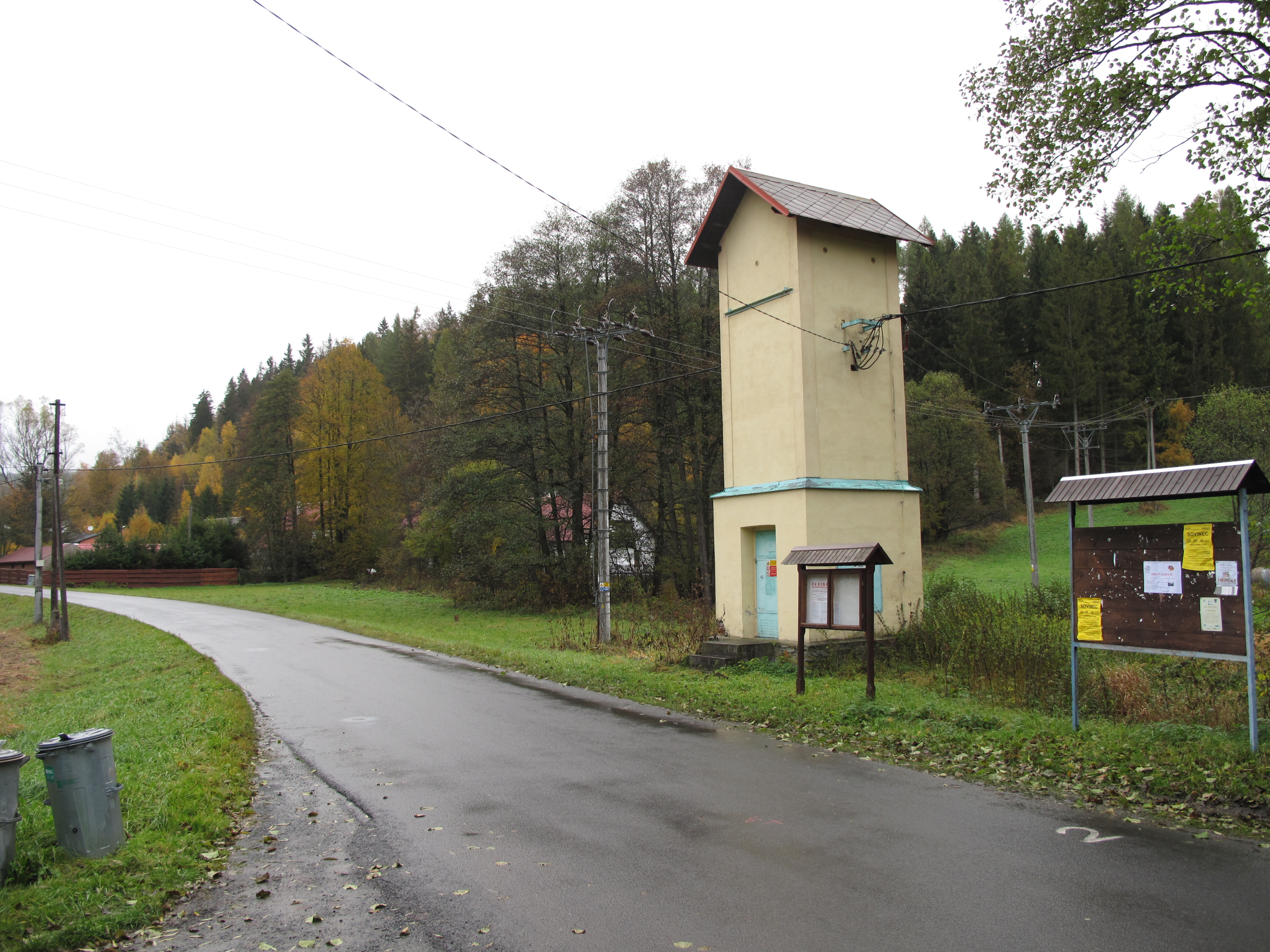
Trafostanice
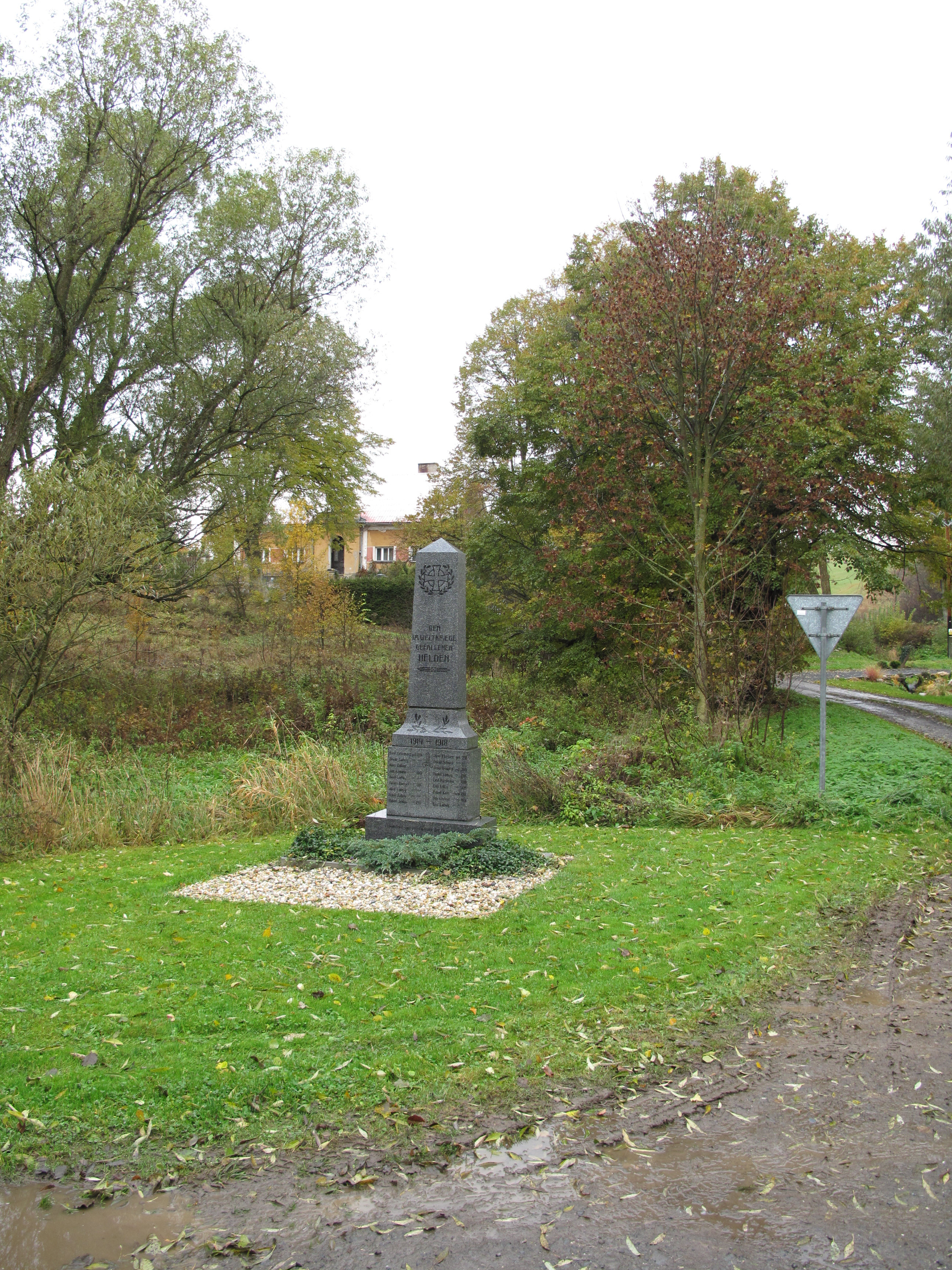
Pomník
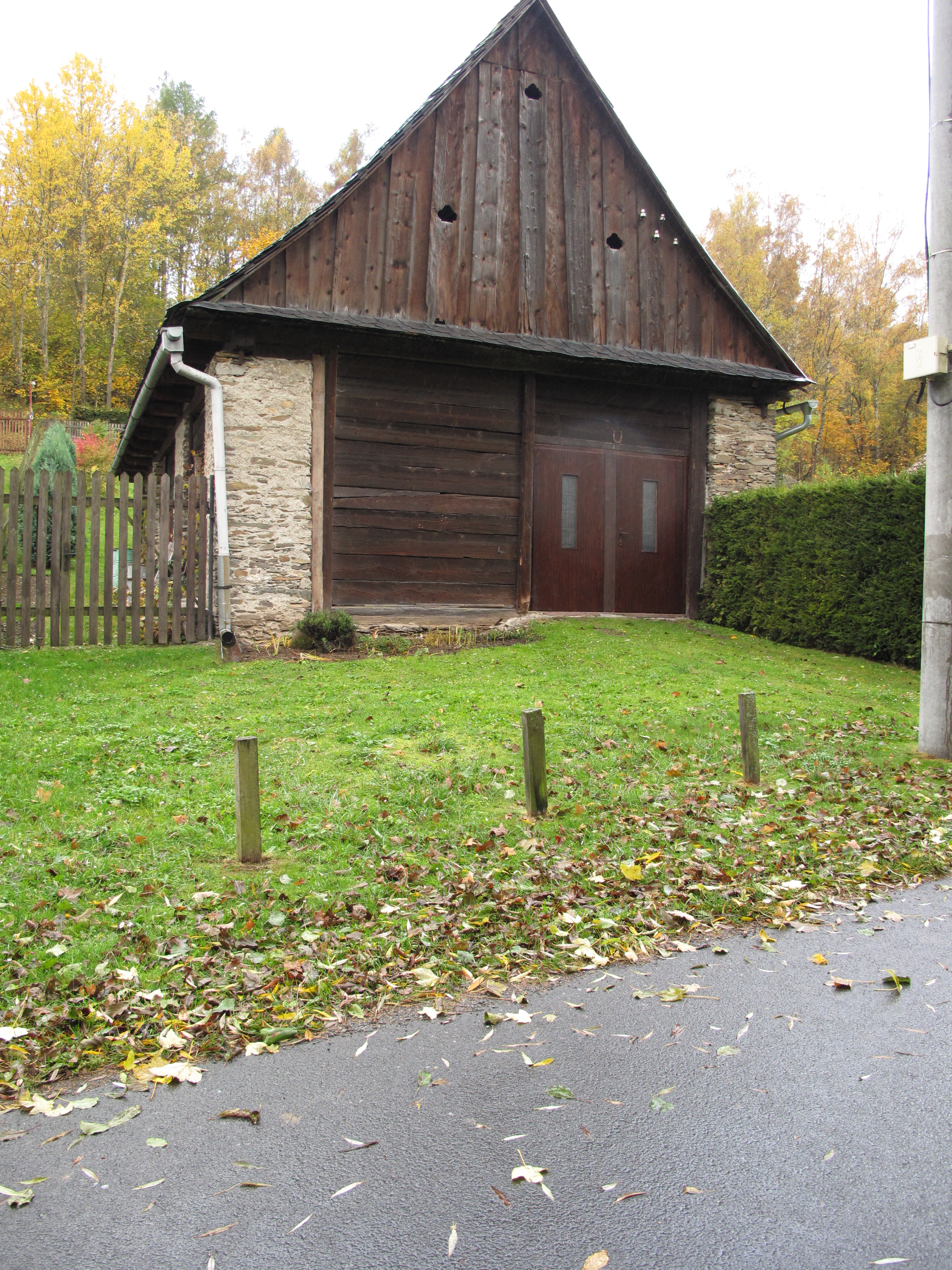
Stodola